# Matthias Phaëton
Matthias Phaëton, né le 8 janvier 2000 à Colombes, est un footballeur français, international guadeloupéen, qui évolue au poste d'ailier gauche au FC Zurich, en prêt du CSKA Sofia.

## Biographie
Matthias Phaëton est né à Colombes, grandissant dans le quartier du Luth à Gennevilliers, autre ville des Hauts-de-Seine.

### Carrière en club

#### Formation francilienne puis bretonne
Phaëton commence à jouer au foot dès l'âge de 5 ans au sein du Racing Club de France, où il effectue la majeure partie de sa formation. Il y rencontre notamment Olivier Alberola son éducateur avec les moins de 14 ans, qui l'aidera notamment à dépasser une blessure grave, voyant ensuite le jeune joueur devenir un des éléments les plus prometteurs du club de Colombes. C'est d'ailleurs Alberola qu'il va suivre à l'Athletic Club de Boulogne-Billancourt en 2014, alors qu'il évolue en CFA 2,.
Phaëton continue ensuite sa progression en intégrant le centre de formation du Stade brestois 29 en 2015,. S'il connait quelque points d'orgues avec Brest — notamment en Coupe Gambardella où il défait l'Olympique lyonnais de Lucas Tousart et Houssem Aouar pour atteindre les demi-finales de la compétition,, — il quitte le club à la suite de problèmes disciplinaires et rejoint leur rivaux bretons de l'EA Guingamp en janvier 2018,,.

#### Débuts à Guingamp et prêt
Matthias Phaëton fait ses débuts professionnels avec Guingamp le 4 novembre 2018 sous les ordres d'Antoine Kombouaré, lors d'une défaite 5-0 contre Nantes en Ligue 1. Mais le club de Guingamp connait une saison difficile, Kombouaré laissant notamment sa place à Jocelyn Gourvennec ; et si le jeune attaquant cumule quelques apparitions en professionnel avec son nouvel entraineur, les difficultés sportives sont peu propices à l'affirmation de jeunes joueurs. Ainsi malgré un passage en finale de Coupe de la Ligue — après avoir éliminé le PSG et l'ASM — les Bretons finissent par être relégués en Ligue 2.
Lors de la saison suivante, alors que l'EAG a encore changé d'entraineur avec l'arrivée de Sylvain Didot, Matthias Phaëton ne rentre pas dans les plans du nouveau manager, et il est prêté au FC Bastia-Borgo en janvier 2020. Mais s'il joue tous ses matchs avec le club corse, le Championnat National où il évolue est arrêté en raison de la Covid-19. À l'été suivant il effectue une semaine au SC Rheindorf Altach, mais le joueur refuse de s’y engagé et souhaite revenir à Guingamp s’imposer avec le club de Ligue 2. 

#### Affirmation à l'En avant
C'est finalement de retour à Guingamp que la carrière de Phaëton va prendre un nouveau tournant : dès sa première entrée en jeu, il se montre décisif, marquant un but qui offre le match nul aux siens lors de la rencontre de Ligue 2 chez l'AS Nancy,.
Phaëton s'impose dans l'effectif professionnel au cours de la saison, s'illustrant surtout dans un rôle de Super sub,. Grâce à ses performances, il attire ainsi notamment l'attention du VfB Stuttgart au mercato hivernal,, puis celle du Celta de Vigo en fin de saison,.

#### Grenoble Foot 38
Après avoir affiché certaines promesses lors du début de saison et en ayant notamment prolongé son contrat d’une année supplémentaire le liant au club jusqu’en juin 2024 après avoir vu son transfert au FC Nantes avorté au dernier moment, il ne rentre plus dans les plans du coach Stéphane Dumont dès le mois d’octobre . Le 29 juin 2022, il paraphe un contrat de 3 ans en faveur du Grenoble Foot 38. Il marquera 10 buts toute compétions confondue et terminera meilleur joueur de la saison en Isère en réalisant une excellente saison. Le numéro 7 Grenoblois sera transféré pour 2 millions d’euros l’été suivant au géant CSKA Sofia bulgare, après un an avec la formation Grenobloise.

### Carrière en sélection
Phaëton est international français en équipes de jeunes, prenant notamment part au Tournoi de Montaigu 2016 avec les moins de 16 ans. Il y marque quatre buts en quatre matchs, notamment lors de la finale perdue contre les États-Unis,.
En juin 2021, il est convoqué une première fois en équipe de Guadeloupe pour la dernière phase de qualification à la Gold Cup 2021,. Il connait sa première sélection le 24 juin 2021, lors d'un match amical contre la Martinique, titularisé pour la victoire 2-1 des Gwada Boys. 
Le 3 juillet, il est à nouveau titularisé face aux Bahamas pour le match de qualification à la Gold Cup. Il s'illustre lors de cette première rencontre en compétition officielle en marquant son premier but,, qui permet aux Guadeloupéens de s'imposer 2 à 0,. Il inscrit quelques jours plus tard son deuxième but en sélection face au Guatemala, ouvrant la marque dans cette confrontation éliminatoire décisive avant que l'adversaire n'égalise et ne maintienne le score tout au long du match ; il marque ensuite lors de la séance de tirs au but, remportée 10 à 9 par les Gwada Boys,,,. Dix ans après sa dernière participation, la Guadeloupe se qualifie ainsi pour la Gold Cup 2021,. Il est également membre de l'équipe-type des qualifications à la Gold Cup.
S'étant alors déjà imposé comme un des éléments offensifs les plus dangereux de sa sélection, il enchaine avec une quatrième titularisation en ouverture de la Gold Cup contre le Costa Rica, restant toutefois impuissant lors de la défaite des siens 3-1 contre les triples champions de la compétition américaine,.

## Statistiques
| Saison                 | Club                   | Championnat            | Championnat | Championnat | Championnat | Coupe(s) nationale(s) | Coupe(s) nationale(s) | Coupe(s) nationale(s) | Compétition(s) continentale(s) | Compétition(s) continentale(s) | Compétition(s) continentale(s) | Compétition(s) continentale(s) | Total | Total | Total |
| Saison                 | Club                   | Division               | M.          | B.          | P.d.        | M.                    | B.                    | P.d.                  | Comp.                          | M.                             | B.                             | P.d.                           | M.    | B.    | P.d.  |
| 2018-2019              | EA Guingamp            | Ligue 1                | 4           | 0           | 0           | -                     | -                     | -                     | -                              | -                              | -                              | -                              | 4     | 0     | 0     |
| 2019-2020              | EA Guingamp            | Ligue 2                | -           | -           | -           | -                     | -                     | -                     | -                              | -                              | -                              | -                              | 0     | 0     | 0     |
| 2019-2020              | FC Bastia-Borgo (prêt) | National               | 5           | 0           | 0           | -                     | -                     | -                     | -                              | -                              | -                              | -                              | 5     | 0     | 0     |
| 2020-2021              | EA Guingamp            | Ligue 2                | 27          | 3           | 0           | 1                     | 0                     | 0                     | -                              | -                              | -                              | -                              | 28    | 3     | 0     |
| 2021-2022              | EA Guingamp            | Ligue 2                | 22          | 1           | 1           | 1                     | 2                     | 0                     | -                              | -                              | -                              | -                              | 23    | 3     | 1     |
| Sous-total EA Guingamp | Sous-total EA Guingamp | Sous-total EA Guingamp | 53          | 4           | 1           | 2                     | 2                     | 0                     | -                              | -                              | -                              | -                              | 55    | 6     | 1     |
| 2022-2023              | Grenoble Foot 38       | Ligue 2                | 37          | 9           | 2           | 6                     | 1                     | 2                     | -                              | -                              | -                              | -                              | 43    | 10    | 4     |
| 2023-2024              | CSKA Sofia             | Parva Liga             | 34          | 5           | 5           | 4                     | 1                     | 0                     | C4                             | 2                              | 0                              | 0                              | 40    | 6     | 5     |
| 2024-2025              | CSKA Sofia             | Parva Liga             | 25          | 4           | 3           | 3                     | 0                     | 2                     | -                              | -                              | -                              | -                              | 28    | 4     | 5     |
| Sous-total CSKA Sofia  | Sous-total CSKA Sofia  | Sous-total CSKA Sofia  | 36          | 5           | 5           | 4                     | 1                     | 0                     | -                              | 2                              | 0                              | 0                              | 42    | 6     | 5     |
| Total sur la carrière  | Total sur la carrière  | Total sur la carrière  | 131         | 18          | 8           | 12                    | 4                     | 2                     | -                              | 2                              | 0                              | 0                              | 145   | 22    | 10    |

## Palmarès
| France -16 ans - Tournoi de Montaigu : - Finaliste en 2016 |